# Mahua Kheraganj
Mahua Kheraganj là một thị xã của quận Udham Singh Nagar thuộc bang Uttaranchal, Ấn Độ.

## Nhân khẩu
Theo điều tra dân số năm 2001 của Ấn Độ, Mahua Kheraganj có dân số 8859 người. Phái nam chiếm 53% tổng số dân và phái nữ chiếm 47%. Mahua Kheraganj có tỷ lệ 43% biết đọc biết viết, thấp hơn tỷ lệ trung bình toàn quốc là 59,5%: tỷ lệ cho phái nam là 54%, và tỷ lệ cho phái nữ là 30%. Tại Mahua Kheraganj, 21% dân số nhỏ hơn 6 tuổi.